# 不動院 (台東区橋場)
不動院（ふどういん）は、東京都台東区にある天台宗の寺院。

## 歴史
760年（天平宝字4年）、寂昇によって開山された。当初は法相宗の寺院であったが、1163年（長寛元年）に教円坊（もしくは長円）によって、天台宗に転宗した。
江戸時代は玉姫稲荷神社の別当寺であった。
当寺の本尊は不動明王であり、良弁の作といわれている。ただしこの像は秘仏であり、代わりに前立本尊としての不動明王が安置されている。この前立本尊は鎌倉時代に作られたものと推測されている。

## 文化財
- 庚申塔2基（台東区有形文化財 平成19年3月登載）[4]

## 交通アクセス
- 南千住駅より徒歩17分（経路案内）
- 台東区循環バス ぐるーりめぐりん「橋場二丁目アパート前」バス停より徒歩2分
- 台東区循環バス 北めぐりん「橋場一丁目」バス停より徒歩7分
- 都営バス 里22「橋場二丁目」バス停より徒歩5分